# Каратобе (Каратобинский сельский округ)
Каратобе (каз. Қаратөбе, до 2001 г. — Советское) — село в Толебийском районе Туркестанской области Казахстана. Входит в состав Каратобинского сельского округа. Находится примерно в 31 км к востоку от центра города Ленгер. Код КАТО — 515853400.

## Население
В 1999 году население села составляло 1728 человек (905 мужчин и 823 женщины). По данным переписи 2009 года, в селе проживало 2065 человек (1075 мужчин и 990 женщин).